# 4 (số)
4 (bốn) là một số tự nhiên ngay sau 3 và ngay trước 5. Đồng thời, con số này cũng là một con số xui xẻo cho các nước phương Đông, đặc biệt là Trung Quốc và Hàn Quốc trong vùng văn hóa Đông Á. Trong tiếng Trung và tiếng Hàn (Hanja), số 4 đọc là "tứ" như từ "tử" nghĩa là chết.

## Trong toán học (In the Math)
- Số 4 là hợp số chẵn nhỏ nhất, nó chia hết cho 1 và 2.[1]
- Một số chia hết cho 4 khi 2 chữ số cuối cùng của nó chia hết cho 4.[2]
- Số 4 là số chính phương.
- Số 4 là độ dài của cạnh góc vuông của tam giác Ai Cập.
- 2+2 = 2×2 = 22 = 4
- Bình phương của 4 là 16. Ngược lại, căn bậc hai số học của 16 là 4 hoặc căn bậc hai số học của 4 là 2.

## Trong khoa học tự nhiên (hóa học)
- 4 là số hiệu nguyên tử của nguyên tố Berylium (Be)

 và 4 cũng là khối lượng của nguyên tử Helium, kí hiệu là he

## Trong Tôn giáo, tín ngưỡng.
- Đối với người Nhật Bản, Trung Quốc và Hàn Quốc, số 4 ứng với thứ tự cuối của vòng tròn cuộc sống: sinh - lão - bệnh - tử. Vì vậy số 4 là con số chết chóc.[3]